# Port lotniczy Kalmar
Port lotniczy Kalmar (IATA: KLR, ICAO: ESMQ) – port lotniczy położony w 5 km na zachód od Kalmaru, w regionie Kalmar, w Szwecji.

## Linie lotnicze i połączenia
| Linia lotnicza               | Kierunek             |
| ---------------------------- | -------------------- |
| Air Dolomiti                 | 1. Frankfurt         |
| Braathens Regional Airlines  | 1. Sztokholm-Bromma  |
| Scandinavian Airlines System | 1. Sztokholm-Arlanda |